# Ningjiang

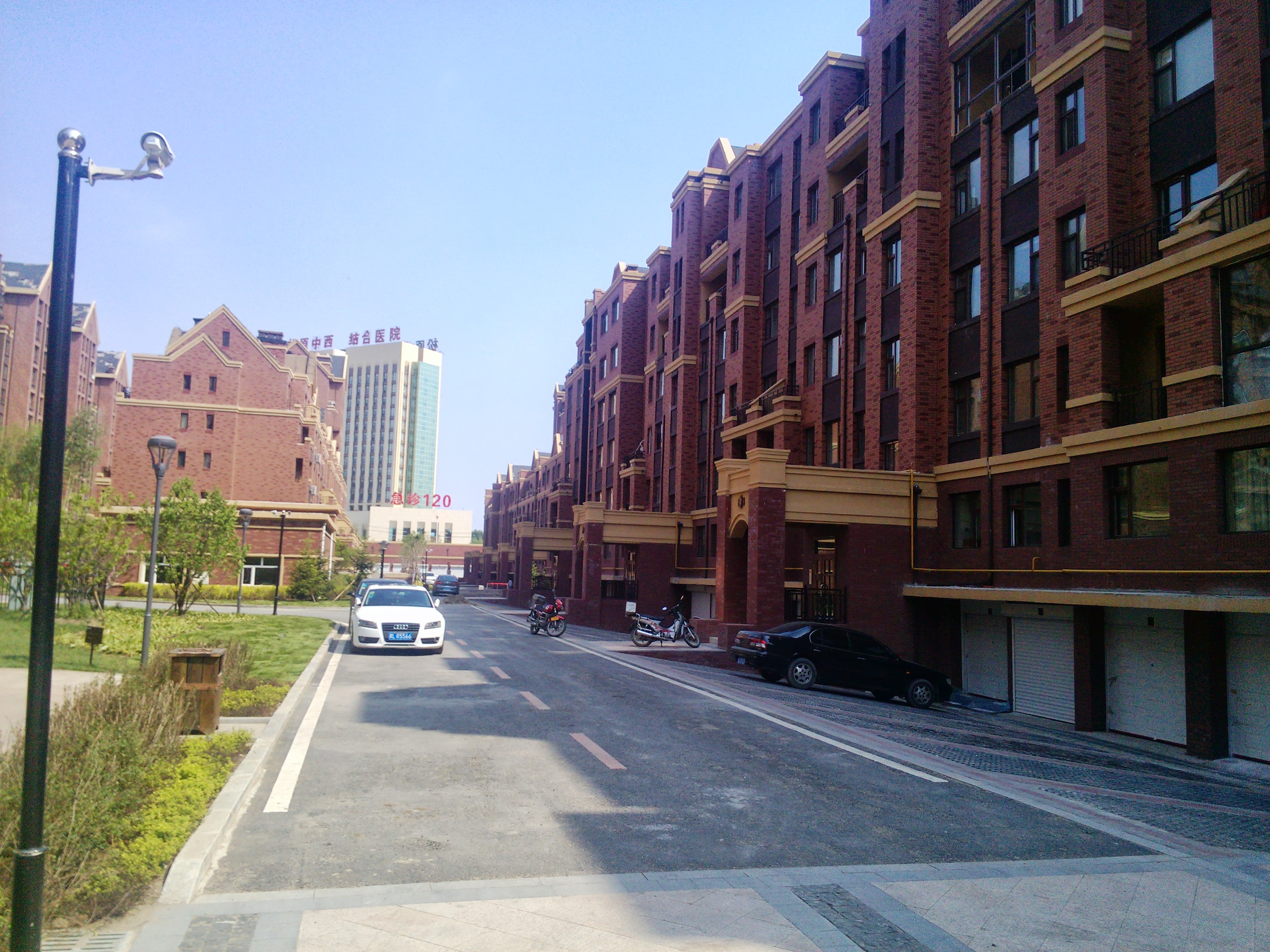
Ningjiang (2013)

Ningjiang (宁江区,  Níngjiāng Qū) ist ein chinesischer Stadtbezirk der bezirksfreien Stadt Songyuan im Nordwesten der Provinz Jilin. Er hat eine Fläche von 1.240 km² und zählt 612.816 Einwohner (Stand: Zensus 2010). Er ist Zentrum und Sitz der Stadtregierung von Songyuan.

## Administrative Gliederung
Auf Gemeindeebene setzt sich der Stadtbezirk aus dreizehn Straßenvierteln, drei Großgemeinden und drei Gemeinden zusammen.